# Hrvatski nogometni kup 2023-2024
La Hrvatski nogometni kup 2023./24. (Coppa croata di calcio 2023-24), conosciuta anche come SuperSport Hrvatski nogometni kup 2023./24. per ragioni di sponsorizzazione, è stata la trentatreesima edizione della coppa nazionale croata. Organizzata dalla Federazione calcistica della Croazia, è iniziata a fine agosto 2023 con la disputa del turno preliminare ed è terminata il 22 maggio 2024 con la finale di ritorno.
Il detentore è l'Hajduk Spalato.
In questa edizione vi è il ritorno (l'ultima volta fu nel 2014) della finale in gare di andata e ritorno, anziché in gara singola, per permettere un maggiore incasso ai due club che vi parteciperanno. Giocherà l'andata in casa la squadra col coefficiente più basso.
Il titolo è stato vinto dalla Dinamo Zagabria.

## Formula e partecipanti
Alla competizione partecipano le migliori squadre delle divisioni superiori, con la formula dell'eliminazione diretta, tutti i turni sono disputati in gara unica.
Al turno preliminare accedono le squadre provenienti dalle  Županijski kupovi (le coppe regionali): le 21 vincitrici più le finaliste delle 11 coppe col maggior numero di partecipanti.
Le prime 16 squadre del ranking quinquennale di coppa (63 punti alla vincitrice della coppa, 31 alla finalista, 15 alle semifinaliste, 7 a quelle che hanno raggiunto i quarti, 3 a quelle eliminate agli ottavi, 1 se eliminate ai sedicesimi) sono ammesse di diritto ai sedicesimi di finale.

### Ammesse di diritto ai sedicesimi di finale
Le prime 16 squadre (coi punti) del ranking 2017-2022 entrano di diritto nei sedicesimi della Coppa 2023-24 (Inter Zaprešić e Zara hanno perso la licenza per il campionato ed il diritto ad entrare direttamente in coppa) :
- 1 Rijeka (187)
- 2 Dinamo Zagabria (171)
- 3 Hajduk Spalato (111)
- 4 Lokomotiva Zagabria (63)
- 5 Osijek (59)
- 6 Istria 1961 (51)
- 7 HNK Gorica (40)
- 8 Slaven Belupo (39)
- 9 Inter Zaprešić (31)
- 10 Sebenico (19)
- 11 Rudeš (14)
- 12 Varaždin (13)
- 13 Vinogradar (13)
- 14 Oriolik Oriovac (12)
- 15 Zara (10)
- 16 NK Zagabria (9)
- 17 Cibalia (7)
- 18 BSK Bijelo Brdo (6)

### Le finali regionali
Le Županijski kupovi (le coppe regionali) 2022-2023 hanno qualificato le 32 squadre (segnate in giallo) che partecipano al turno preliminare della Coppa di Croazia 2023-24. Si qualificano le 21 vincitrici più le finaliste delle 11 coppe col più alto numero di partecipanti.
| Zona                                    | Regione                       | Vincitore             | Finalista     | Risultato     |
| OVEST                                   |                               |                       |               |               |
| --------------------------------------- | ----------------------------- | --------------------- | ------------- | ------------- |
| OVEST                                   | Regione istriana              | Jadran Parenzo        | Rudar Labin   | 4–1           |
| OVEST                                   | Regione litoraneo-montana     | Grobničan Čavle       | Opatija       | 1–0           |
| OVEST                                   | Regione della Lika e di Segna | Gospić '91            | Otočac        | 0–0 (5-3 dtr) |
| CENTRO                                  |                               |                       |               |               |
| Città di Zagabria                       | Ponikve                       | Hrvatski Dragovoljac  | 3–2           |               |
| Regione di Zagabria                     | Dugo Selo                     | Tigar Sv. Nedelja     | 4–1           |               |
| Regione di Krapina e dello Zagorje      | Zagorec                       | Gaj Mače              | 2–1           |               |
| Regione di Karlovac                     | Karlovac                      | Vojnić 95             | 4–0           |               |
| Regione di Sisak e della Moslavina      | Moslavina                     | Libertas Novska       | 7–1           |               |
| NORD                                    |                               |                       |               |               |
| Regione di Virovitica e della Podravina | Pitomača                      | Papuk Orahovica       | 2–0           |               |
| Regione di Koprivnica e Križevci        | Križevci                      | Tomislav Drnje        | 6–0           |               |
| Regione del Međimurje                   | Graničar Kotoriba             | Međimurec D/P         | 5–3 e 6–2     |               |
| Regione di Varaždin                     | Jalžabet                      | Novi Marof            | 2–0           |               |
| Regione di Bjelovar e della Bilogora    | Mladost Ždralovi              | Bilogora 91           | 2–2 (6-4 dtr) |               |
| EST                                     |                               |                       |               |               |
| Regione di Osijek e della Baranja       | Vardarac                      | Belišće               | 3–2           |               |
| Regione di Vukovar e della Sirmia       | Vukovar                       | Graničar Županja      | 1–0           |               |
| Regione di Požega e della Slavonia      | Kutjevo                       | BSK Buk               | 4–1           |               |
| Regione di Brod e della Posavina        | Omladinac Staro Topolje       | Omladinac Gornja Vrba | 3–1           |               |
| SUD                                     |                               |                       |               |               |
| Regione zaratina                        | Primorac Biograd              | Dragovoljac Poličnik  | 4–2           |               |
| Regione di Sebenico e Tenin             | Zagora Unešić                 | Vodice                | 5–0           |               |
| Regione spalatino-dalmata               | Croatia Zmijavci              | Dugopolje             | 2–1           |               |
| Regione raguseo-narentana               | Jadran Ploče                  | GOŠK Dubrovnik 1919   | 3–1           |               |

Le 48 squadre qualificate hanno la seguente graduatoria (che non viene considerata per il turno preliminare, a sorteggio integrale, bensì per il primo turno) che tiene conto dei punti nel ranking, del campionato e della posizione nel 2022-23:

1. Rijeka, 2. Hajduk, 3. Dinamo, 4. Osijek, 5. Lokomotiva, 6. Slaven, 7. Istra, 8. Sibenik, 9. Gorica, 10. Varazdin, 11. Rudes, 12. BSK B.Brdo, 13. Vinogradar, 14. Oriolik, 15. Mladost Zdralovi, 16. Belisce, 17. Rudar Labin, 18. Zagreb, 19. Cibalia, 20. Primorac Biograd, 21. Jadran LP, 22. Jadran Porec, 23. Karlovac 1919, 24. Vukovar 1991, 25. Croatia Zmijavci, 26. Grobnican, 27. Zagorec, 28/29. Zagora, 28/29. Radnik Krizevci, 30. Granicar Zupanja, 31. Papuk, 32. Pitomaca, 33. Moslavina, 34. Dugo Selo, 35. Kutjevo, 36. Ponikve, 37. Omladinac Gornja Vrba, 38. Granicar Kotoriba, 39/40. Tigar Sv. Nedelja, 39/40. Bilogora 91 Grubisno Polje, 41. Medjimurec (DP),  42. Vardarac, 43. Novi Marof, 44. Jalzabet, 45/46. Gospic 91, 45/46. Libertas, 47. Omladinac Staro Topolje, 48. Tomislav Drnje

### Riepilogo
Il Papuk Orahovica è stato finalista della coppa regionale nella stagione precedente, quando militava in quarta divisione, ed è stato ammesso alla coppa nazionale. Durante l'estate ha avuto problemi finanziari ed è dovuto ripartire dal livello più basso (ottava divisione).
| turno d'entrata | 1ª Divisione HNL | 2ª Divisione 1. NL                                    | 3ª Divisione 2 NL                                                                                       | 4ª Divisione 3. NL                                                                                             | 5ª Divisione (livello interregionale)                                                                                               | 6ª Divisione 1.ŽNL (1º livello regionale) | 7ª Divisione 1.ŽNL (2º livello regionale) | 8ª Divisione 1.ŽNL (3º livello regionale) |
| --------------- | --- | ----------------------------------------------------- | --- | --- | --- | ----------------------------------------- | ----------------------------------------- | ----------------------------------------- |
| dai 16esimi     | Dinamo Zagabria HNK Gorica Hajduk Spalato Istria 1961 Lokomotiva Zagabria Osijek Rijeka Rudeš Slaven Belupo Varaždin | BSK Bijelo Brdo Cibalia Sebenico                      | | Oriolik Oriovac                                                                                                | Vinogradar NK Zagabria |                                           |                                           |                                           |
| dal preliminare | | Croatia Zmijavci Vukovar                              | Belišće Dugo Selo Grobničan Čavle Jadran Parenzo Jadran Ploče Karlovac Mladost Ždralovi Radnik Križevci | Graničar Kotoriba Graničar Županja Kutjevo Pitomača Ponikve Primorac Biograd Rudar Labin Zagora Unešić Zagorec | Bilogora 91 Gospić '91 Jalžabet Libertas Novska Međimurec D/P Moslavina Novi Marof Omladinac Gornja Vrba Tigar Sv. Nedelja Vardarac | Omladinac Staro Topolje Tomislav Drnje    |                                           | Papuk Orahovica                           |
| non qualificate | nessuna | Dubrava Dugopolje Jarun Orijent Sesvete Solin Zrinski | Bjelovar Hrvace H.Dragovoljac Kustošija Krk Opatija Marsonia Trnje                                      | tutte le altre squadre                                                                                         | tutte le altre squadre | tutte le altre squadre                    | tutte le altre squadre                    | tutte le altre squadre                    |

### Calendario
| Turno                | Numero di incontri | Squadre | Entrano a questo turno                                                 | Date                          |
| -------------------- | ------------------ | ------- | ---------------------------------------------------------------------- | ----------------------------- |
| Turno preliminare    | 16                 | 48 → 32 | Vincitrici delle 21 coppe regionali 11 finaliste delle coppe regionali | 30 agosto 2023                |
| Sedicesimi di finale | 16                 | 32 → 16 | Le migliori 16 del ranking                                             | 27 settembre 2023             |
| Ottavi di finale     | 8                  | 16 → 8  | –                                                                      | 1º novembre 2023              |
| Quarti di finale     | 4                  | 8 → 4   | –                                                                      | 28 febbraio 2024              |
| Semifinali           | 2                  | 4 → 2   | –                                                                      | 3 aprile 2024                 |
| Finale               | 2                  | 2 → 1   | –                                                                      | 15 maggio 2024 30 maggio 2024 |

## Turno preliminare
Il sorteggio del turno preliminare si è tenuto il 19 luglio 2023.
| Squadra 1         | Risultato             | Squadra 2               |
| ----------------- | --------------------- | ----------------------- |
| 19 agosto 2023    |                       |                         |
| Rudar Labin       | 2 – 3                 | Zagora Unešić           |
| 22 agosto 2023    |                       |                         |
| Tigar Sv. Nedelja | 0 – 2                 | Omladinac Gornja Vrba   |
| 29 agosto 2023    |                       |                         |
| Dugo Selo         | 2 – 2 (dts) (4-2 dtr) | Pitomača                |
| Papuk Orahovica   | 1 – 29                | Grobničan Čavle         |
| 30 agosto 2023    |                       |                         |
| Gospić '91        | 2 – 4                 | Kutjevo                 |
| Vukovar           | 4 – 0                 | Graničar Kotoriba       |
| Vardarac          | 1 – 2 (dts)           | Karlovac                |
| Jalžabet          | 1 – 3                 | Moslavina               |
| Bilogora 91       | 0 – 2                 | Ponikve                 |
| Jadran Parenzo    | 2 – 1                 | Mladost Ždralovi        |
| Graničar Županja  | 0 – 3                 | Croatia Zmijavci        |
| Zagorec           | 1 – 0                 | Omladinac Staro Topolje |
| Belišće           | 3 – 0                 | Novi Marof              |
| Primorac Biograd  | 0 – 2 (dts)           | Križevci                |
| Libertas Novska   | 1 – 0                 | Međimurec D/P           |
| 31 agosto 2023    |                       |                         |
| Tomislav Drnje    | 1 – 4                 | Jadran Ploče            |

### Record
Un risultato incredibile si è verificato nel turno preliminare della coppa: il Grobničan Čavle ha battuto in trasferta il Papuk Orahovica per 29–1, conquistando così i sedicesimi di finale.

Si tratta del record nella Coppa di Croazia, quello precedente apparteneva al Gaj Mače che, nel 2020, batté 20–2 il Lika Korenica.

È stato battuto anche il record di Andrej Kramarić come marcatore con più reti in una partita (8); ora il primato appartiene a Dražen Pilčić con 10 reti.

Il Papuk si è presentato con una squadra composta principalmente da veterani, tre giocatori avevano 38 anni, mentre il resto più di 40. Il motivo è che il club ha avuto problemi ed ad un certo punto la società è stata sciolta. Affinché il club potesse evitare penalizzazioni o multe nel caso in cui non si fosse presentato, i veterani sono intervenuti in aiuto.

## Sedicesimi di finale
Gli accoppiamenti vengono eseguiti automaticamente attraverso il ranking del momento (32ª–1ª, 31ª–2ª, 30ª–3ª, etc).

Si è reso necessario un sorteggio fra Križevci e Zagora Unešić (squadre in perfetta parità nella graduatoria) per stabilire gli abbinamenti con Istria 1961 e Sebenico.
| Squadra 1             | Risultato             | Squadra 2           |
| --------------------- | --------------------- | ------------------- |
| 13 ottobre 2023       |                       |                     |
| Omladinac Gornja Vrba | 0 – 6                 | Hajduk Spalato      |
| 20 settembre 2023     |                       |                     |
| Moslavina             | 2 – 4                 | Slaven Belupo       |
| 26 settembre 2023     |                       |                     |
| Libertas Novska       | 0 – 9                 | Rijeka              |
| Kutjevo               | 1 – 4                 | Osijek              |
| Grobničan Čavle       | 0 – 0 (dts) (3-5 dtr) | Varaždin            |
| Cibalia               | 6 – 0                 | NK Zagabria         |
| 27 settembre 2023     |                       |                     |
| Ponikve               | 1 – 4                 | Dinamo Zagabria     |
| Dugo Selo             | 0 – 1                 | Lokomotiva Zagabria |
| Zagora Unešić         | 0 – 2                 | Istria 1961         |
| Križevci              | 4 – 3 (dts)           | Sebenico            |
| Zagorec               | 0 – 2                 | HNK Gorica          |
| Croatia Zmijavci      | 0 – 1                 | Rudeš               |
| Vukovar               | 4 – 1                 | BSK Bijelo Brdo     |
| Karlovac              | 2 – 1                 | Vinogradar          |
| Jadran Parenzo        | 0 – 0 (3-4 dtr)       | Oriolik Oriovac     |
| Jadran Ploče          | 2 – 1                 | Belišće             |

## Ottavi di finale
Gli accoppiamenti vengono eseguiti automaticamente attraverso il ranking del momento (16ª–1ª, 15ª–2ª, 14ª–3ª, etc). I club che, nel turno precedente, hanno battuto un avversario di ranking superiore, ne hanno preso anche il posto in graduatoria.
| Squadra 1        | Risultato | Squadra 2           |
| ---------------- | --------- | ------------------- |
| 31 ottobre 2023  |           |                     |
| Jadran Ploče     | 0 – 2     | Hajduk Spalato      |
| Rudeš            | 3 – 1     | Slaven Belupo       |
| Karlovac         | 0 – 1     | Osijek              |
| 1º novembre 2023 |           |                     |
| Oriolik Oriovac  | 0 – 8     | Dinamo Zagabria     |
| HNK Gorica       | 4 – 0     | Križevci            |
| 29 novembre 2023 |           |                     |
| Vukovar          | 1 – 2     | Lokomotiva Zagabria |
| 5 dicembre 2023  |           |                     |
| Cibalia          | 1 – 3     | Rijeka              |
| Varaždin         | 3 – 2     | Istria 1961         |

## Quarti di finale
L'11 dicembre 2023 si è svolto il sorteggio per determinare gli abbinamenti dei quarti di finale.
| Squadra 1           | Risultato | Squadra 2  |
| ------------------- | --------- | ---------- |
| 27 febbraio 2024    |           |            |
| Lokomotiva Zagabria | 1 – 0     | Osijek     |
| Hajduk Spalato      | 5 – 0     | Varaždin   |
| 28 febbraio 2024    |           |            |
| Rudeš               | 0 – 1     | Rijeka     |
| Dinamo Zagabria     | 4 – 0     | HNK Gorica |

## Semifinali
Il 4 marzo 2024 si è svolto il sorteggio per determinare gli abbinamenti delle semifinali.
| Squadra 1           | Risultato | Squadra 2       |
| ------------------- | --------- | --------------- |
| 3 aprile 2024       |           |                 |
| Lokomotiva Zagabria | 0 – 1     | Rijeka          |
| Hajduk Spalato      | 0 – 1     | Dinamo Zagabria |

## Finale
| Squadra 1       | Totale | Squadra 2 | Andata     | Ritorno    |
| --------------- | ------ | --------- | ---------- | ---------- |
|                 |        |           | 15.05.2024 | 22.05.2024 |
| Dinamo Zagabria | 3 – 1  | Rijeka    | 0 – 0      | 3 – 1      |

### Andata
| Zagabria 15 maggio 2024, ore 19:00 | Dinamo Zagabria    | 0 – 0 referto | Rijeka | Stadio Maksimir (18 709 spett.)\| Arbitro: \| Dario Bel (Osijek) \| |
| Arbitro:                           | Dario Bel (Osijek) |               |        |                                                                     |

| Dinamo | Rijeka |

| P                | 33               | Ivan Nevistić             |     |     |
| D                | 18               | Ronaël Pierre-Gabriel     |     |     |
| D                | 22               | Stefan Ristovski          |     |     |
| D                | 28               | Kévin Théophile-Catherine |     |     |
| D                | 3                | Takuya Ogiwara            |     |     |
| C                | 25               | Petar Sučić               |     | 63’ |
| C                | 27               | Josip Mišić               |     |     |
| A                | 77               | Dario Špikić              |     | 57’ |
| C                | 10               | Martin Baturina           |     | 90’ |
| C                | 20               | Arbër Hoxha               |     | 63’ |
| C                | 9                | Bruno Petković            |     | 90’ |
| A disposizione:  |                  |                           |     |     |
| P                | 32               | Faris Krkalić             |     |     |
| D                | 15               | Moreno Živković           |     |     |
| D                | 39               | Mauro Perković            |     |     |
| C                | 5                | Arijan Ademi              |     | 63’ |
| C                | 14               | Marko Rog                 |     | 90’ |
| C                | 30               | Takuro Kaneko             |     | 57’ |
| C                | 31               | Marko Bulat               |     |     |
| C                | 77               | Gabriel Vidović           |     | 63’ |
| A                | 17               | Sandro Kulenović          |     | 90’ |
| Allenatore:      |                  |                           |     |     |
| Sergej Jakirović | Sergej Jakirović | Sergej Jakirović          | 84’ |     |

| P               | 13 | Martin Zlomislić  |     |     |
| D               | 28 | Ivan Smolčić      |     |     |
| D               | 6  | Matej Mitrović    |     |     |
| D               | 26 | Stjepan Radeljić  |     |     |
| D               | 3  | Bruno Goda        | 67’ |     |
| C               | 18 | Lindon Selahi     |     |     |
| C               | 87 | Marco Pašalić     |     | 77’ |
| C               | 21 | Toni Fruk         |     | 77’ |
| C               | 25 | Veldin Hodža      |     |     |
| C               | 20 | Marko Pjaca       |     | 86’ |
| A               | 89 | Franjo Ivanović   |     | 54’ |
| A disposizione: |    |                   |     |     |
| P               | 1  | Nediljko Labrović |     |     |
| D               | 66 | Emir Dilaver      |     |     |
| D               | 77 | Danilo Veiga      |     | 77’ |
| C               | 4  | Niko Janković     |     | 77’ |
| C               | 16 | Dejan Petrovič    |     | 86’ |
| C               | 23 | Alen Grgić        |     |     |
| C               | 30 | Bruno Bogojević   |     |     |
| A               | 9  | Jorge Obregón     |     |     |
| A               | 24 | Mirko Marić       |     | 54’ |
| Allenatore:     |    |                   |     |     |
| Željko Sopić    |    |                   |     |     |

| Assistenti arbitrali: Kristijan Novosel (Valpovo) Kruno Šarić (Županja) Quarto ufficiale: Jakov Titlić (Potravlje) VAR: Duje Strukan (Spalato) Assistente al VAR: Bojan Zobenica (Velika Gorica) | Regole dell'incontro: - due tempi regolamentari da 45 minuti ciascuno; - numero massimo di 20 giocatori per squadra a referto (11 in campo e 9 come potenziali sostituti); - cinque sostituzioni permesse. |

### Ritorno
| Arbitro: | Jakov Titlić (Potravlje) |

|            |           |                                  |
| Fruk 90+2’ | Marcatori | 28’ Sučić 42’ Baturina 82’ Bulat |

| Rijeka | Dinamo |

| P               | 13 | Martin Zlomislić  |     |     |
| D               | 28 | Ivan Smolčić      |     |     |
| D               | 6  | Matej Mitrović    |     |     |
| D               | 26 | Stjepan Radeljić  | 68’ | 83’ |
| D               | 3  | Bruno Goda        |     | 56’ |
| C               | 18 | Lindon Selahi     | 76’ | 72’ |
| C               | 20 | Marko Pjaca       |     | 46’ |
| C               | 21 | Toni Fruk         |     |     |
| C               | 25 | Veldin Hodža      |     |     |
| C               | 87 | Marco Pašalić     |     |     |
| A               | 9  | Jorge Obregón     |     | 56’ |
| A disposizione: |    |                   |     |     |
| P               | 1  | Nediljko Labrović |     |     |
| D               | 5  | Niko Galešić      |     | 83’ |
| D               | 32 | Marijan Čabraja   |     | 56’ |
| C               | 4  | Niko Janković     |     | 46’ |
| C               | 16 | Dejan Petrovič    |     |     |
| C               | 30 | Bruno Bogojević   |     |     |
| A               | 24 | Mirko Marić       |     | 56’ |
| A               | 89 | Franjo Ivanović   |     | 72’ |
| A               | 99 | Momo Yansané      |     |     |
| Allenatore:     |    |                   |     |     |
| Željko Sopić    |    |                   |     |     |

| P                | 33               | Ivan Nevistić             |     |     |
| D                | 18               | Ronaël Pierre-Gabriel     |     |     |
| D                | 22               | Stefan Ristovski          |     |     |
| D                | 28               | Kévin Théophile-Catherine |     |     |
| D                | 3                | Takuya Ogiwara            |     | 75’ |
| C                | 5                | Arijan Ademi              |     | 81’ |
| C                | 25               | Petar Sučić               | 20’ | 46’ |
| C                | 27               | Josip Mišić               |     |     |
| C                | 10               | Martin Baturina           |     | 75’ |
| A                | 9                | Bruno Petković            | 68’ | 86’ |
| A                | 20               | Arbër Hoxha               |     |     |
| A disposizione:  |                  |                           |     |     |
| P                | 32               | Faris Krkalić             |     |     |
| D                | 6                | Maxime Bernauer           |     |     |
| D                | 39               | Mauro Perković            |     | 75’ |
| C                | 14               | Marko Rog                 |     | 46’ |
| C                | 30               | Takuro Kaneko             |     |     |
| C                | 31               | Marko Bulat               | 87’ | 75’ |
| C                | 72               | Gabriel Vidović           |     | 86’ |
| A                | 17               | Sandro Kulenović          |     | 81’ |
| A                | 19               | Fran Brodić               |     |     |
| Allenatore:      |                  |                           |     |     |
| Sergej Jakirović | Sergej Jakirović | Sergej Jakirović          | 89’ |     |

| Assistenti arbitrali: Hrvoje Radić (Spalato) Goran Perica (Sebenico) Quarto ufficiale: Patrik Kolarić (Čakovec) VAR: Dario Bel (Osijek) Assistente al VAR: Marjan Tomas (Vladislavci) | Regole dell'incontro: - vale la regola dei gol fuori casa; - due tempi regolamentari da 45 minuti ciascuno; - due tempi supplementari da 15 minuti ciascuno in caso di parità; - tiri di rigore in caso di ulteriore parità; inizialmente cinque per squadra, e a oltranza fino a spareggio in caso di ulteriore parità; - numero massimo di 20 giocatori per squadra a referto (11 in campo e 9 come potenziali sostituti); - cinque sostituzioni permesse. |

## Classifica marcatori
| Gol |  |  | Giocatore        | Squadra         |
| --- |  |  | ---------------- | --------------- |
| 10  |  |  | Dražen Pilčić    | Grobničan       |
| 4   |  |  | Törles Knöll     | Vukovar 1991    |
| 4   |  |  | Franjo Ivanović  | Rijeka          |
| 4   |  |  | Sandro Kulenović | Dinamo Zagabria |
| 3   |  |  | Filip Batarelo   | Grobničan       |
| 3   |  |  | Patrik Srzentić  | Grobničan       |
| 3   |  |  | Josip Drmić      | Dinamo Zagabria |